# Don't Turn Away
Don't Turn Away è un album del gruppo skate punk Face to Face pubblicato nel 1992 da Dr. Strange Records.
Questo album è l'album d'esordio per i Face to Face
Nel 1994 la terza traccia Disconnected,uno dei più grandi successi della band, verrà pubblicata sull'album successivo a Don't Turn Away e verrà trasmessa da una radio e usata come colonna sonora.

## Tracce
1. You've Done Nothing – 1:59
2. I'm Not Afraid – 2:44
3. Disconnected – 3:27
4. No Authority – 2:42
5. I Want – 3:00
6. You've Got a Problem – 2:47
7. Everything is Everything – 3:08
8. I'm Trying – 2:52
9. Pastel – 3:13
10. Nothing New – 3:26
11. Walk Away – 2:09
12. Do You Care? – 3:01
13. 1,000 X – 2:32

## Formazione
- Trever Keith - voce - chitarra
- Matt Riddle - basso
- Rob Kurth - batteria